# 万安站 (北京市)
万安站位于中国北京市海淀区四季青地区旱河路，是北京地铁西郊线的有轨电车车站。车站于2017年12月30日随西郊线开通而投入使用。

## 位置
万安站位于旱河路。

## 结构
该站为地面车站，侧式站台布置。
| 地面 | 侧式站台，右側開门           | 侧式站台，右側開门 |
| 地面 | █ 西郊线往香山（国家植物园） |                    |
| 地面 | █ 西郊线往巴沟（茶棚）       |                    |
| 地面 | 侧式站台，右側開門           |                    |